# Municipalitatea Komotini
Municipalitatea Komotiní (în greacă Δήμος Κομοτηνής, transliterat: Dímos Komotinís) este o municipalitate al prefecturii Rodopi din regiunea Macedonia de Est și Tracia din Grecia. Sediul municipalității este orașul Komotini.
Conform recensământului din 2021, populația municipalității este 65.243 locuitori.
Actuala municipalitate a rezultat din fuziunea în 2011, în cadrul programului Kallikratis, a fostelor municipalități Komotini, Egiros și Neo Sidirochori.